# Paulinho Santos
Paulinho Santos, właśc. João Paulo Maio dos Santos (ur. 21 listopada 1970 w Vila do Conde) – portugalski piłkarz grający na pozycji defensywnego pomocnika.

## Kariera klubowa
Karierę piłkarską Paulinho Santos rozpoczął w klubie z rodzinnego miasta Vila do Conde, Rio Ave FC. W 1988 roku zadebiutował w jego barwach w rozgrywkach trzeciej lidze portugalskiej, a w 1991 roku awansował z nim do drugiej ligi i przez rok występował na tym szczeblu rozgrywek.
Swoimi występami w Rio Ave Santos wzbudził zainteresowanie klubu FC Porto i w 1992 roku podpisał z nim kontrakt (wówczas trenerem Porto był Carlos Alberto Silva). Zadebiutował w pierwszej lidze, jednak początkowo był tylko rezerwowym. W 1993 roku po raz pierwszy w karierze został mistrzem kraju. W 1994 roku dotarł z Porto do półfinału Ligi Mistrzów i zdobył też Puchar Portugalii. Lata 1995–1999 przyniosły następne sukcesy – pięć kolejnych tytułów mistrzowskich, a także kolejny puchar kraju w 1998 roku. Zdobywał go także w latach 2000 i 2001, ale w sezonie 2000/2001 stał się tylko rezerwowym w drużynie „Smoków”. Do 2003 roku rozegrał zaledwie 15 spotkań ligowych i miał niewielki udział w wywalczeniu przez Porto dubletu (2003) oraz zdobyciu Pucharu UEFA (2003). Po sezonie zdecydował się zakończyć karierę, a łącznie w barwach Porto rozegrał 205 meczów i strzelił 7 bramek.
| Sezon   | Klub       | Kraj       | Rozgrywki     | Mecze | Bramki |
| ------- | ---------- | ---------- | ------------- | ----- | ------ |
| 1989/90 | Rio Ave FC | Portugalia | III liga      | 14    | 0      |
| 1990/91 | Rio Ave FC | Portugalia | III liga      | 36    | 1      |
| 1991/92 | Rio Ave FC | Portugalia | Liga de Honra | 32    | 0      |
| 1992/93 | FC Porto   | Portugalia | Superliga     | 10    | 0      |
| 1993/94 | FC Porto   | Portugalia | Superliga     | 20    | 1      |
| 1994/95 | FC Porto   | Portugalia | Superliga     | 29    | 0      |
| 1995/96 | FC Porto   | Portugalia | Superliga     | 25    | 0      |
| 1996/97 | FC Porto   | Portugalia | Superliga     | 31    | 0      |
| 1997/98 | FC Porto   | Portugalia | Superliga     | 26    | 4      |
| 1998/99 | FC Porto   | Portugalia | Superliga     | 21    | 1      |
| 1999/00 | FC Porto   | Portugalia | Superliga     | 28    | 0      |
| 2000/01 | FC Porto   | Portugalia | Superliga     | 10    | 0      |
| 2001/02 | FC Porto   | Portugalia | Superliga     | 1     | 0      |
| 2002/03 | FC Porto   | Portugalia | Superliga     | 4     | 1      |

## Kariera reprezentacyjna
W reprezentacji Portugalii Paulinho Santos zadebiutował 19 stycznia 1994 roku w zremisowanym 2:2 towarzyskim spotkaniu z Hiszpanią. Pierwszego gola w kadrze narodowej zdobył 15 sierpnia 1995 w meczu z Liechtensteinem (7:0). W 1996 roku został powołany przez selekcjonera António Oliveirę do kadry na Mistrzostwa Europy 1996. Tam wystąpił we dwóch spotkaniach grupowych: z Danią (1:1) i z Turcją (1:0). Ostatni mecz w kadrze narodowej rozegrał w 1999 roku, a łącznie wystąpił w niej 30 razy i strzelił 2 gole.